# Oh, God! You Devil!
Série
Oh, God! Book 2
(1980)
Pour plus de détails, voir Fiche technique et Distribution.
Oh, God! You Devil! (titre original : Oh, God! You Devil!) est une comédie fantastique américaine réalisé par Paul Bogart, sorti en 1984, et qui constitue la suite de Oh, God! (1977) et Oh, God! Book 2 (1980).

## Synopsis
Bobby Shelton est un jeune musicien rock qui n'arrive pas à vivre de sa musique et encore moins à mettre de l'argent de côté alors que sa femme est enceinte. Il souhaiterait donc vendre son âme au diable en échange de la gloire et de la fortune. Le Diable est prêt à accéder à sa demande, mais Dieu, qui a toujours gardé un œil sur Bobby, ne tient pas à le laisser faire. S'engage alors une lutte d'influence entre Dieu et le Diable…

## Fiche technique
- Titre : Oh, God! You Devil!
- Titre original : Oh God! You Devil
- Réalisation : Paul Bogart
- Scénario : Andrew Bergman
- Production : Robert M. Sherman, Irving Fein
- Musique : David Shire
- Photographie : King Baggot
- Montage : Andy Zall
- Direction artistique : Peter Wooley
- Chef-décorateur : Gary Moreno
- Costumes : Bill Tiegs
- Pays de production : États-Unis
- Langue : anglais
- Genre : comédie/fantastique
- Durée : 97 minutes
- Date de sortie :
  - États-Unis : 7 novembre 1984

## Distribution
- George Burns : Dieu et le Diable
- Ted Wass : Bobby Shelton
- Ron Silver : Gary Frantz
- Roxanne Hart : Wendy Shelton
- Eugene Roche : Charlie Gray
- Janet Brandt : Mrs. K
- Robert Desiderio : Billy Wayne
- John Doolittle : Arthur Shelton
- Julie Lloyd : Bea Shelton
- Belita Moreno : Mrs. Vega
- Jason Wingreen : le directeur de l'hôtel
- Susan Peretz : Louise
- Robert Picardo : Joe Ortiz
- Arthur Malet : l'interne
- James Cromwell : le prêtre
- Arnold Johnson : le prêcheur
- Brandy Gold : la fille de Bobby
- Lois Wilde : le patron du casino (non crédité)

## Distinctions
- Saturn Award 1985
  - Nomination au Saturn Award du meilleur acteur (George Burns)